# جنبش دسترسی به دانش

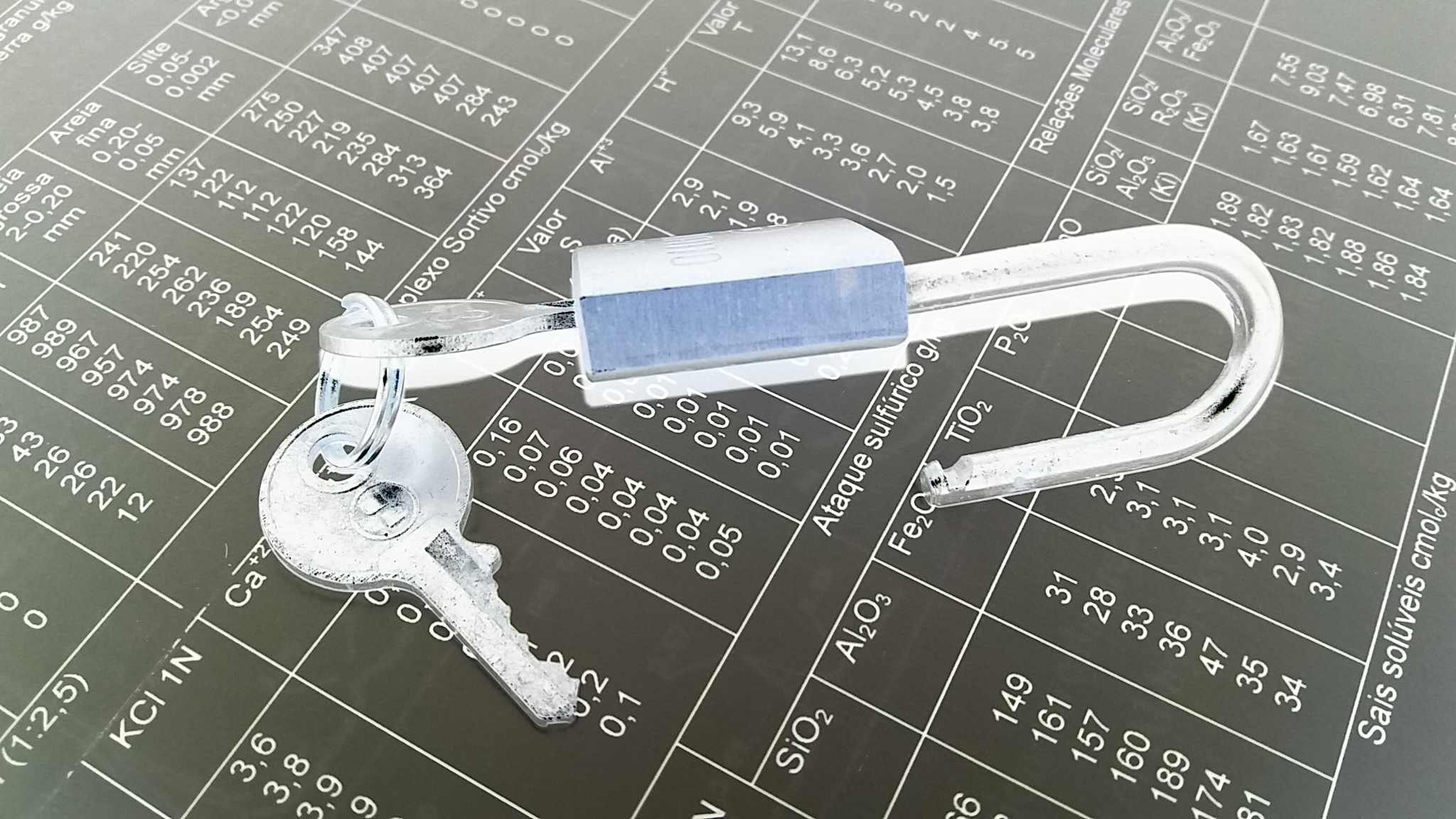
یک مجموعه داده رایگان پس از باز کردن قفل

جنبش دسترسی به دانش (به انگلیسی: Access to Knowledge movement) (اختصاری A2K)، مجموعه‌ای از گروه‌های مدنی، دولتها، و افراد هستند که بر سر این ایده با هم توافق دارند که دانش بایستی با اصل‌های زیربنایی عدالت، آزادی و رشد اقتصادی پیوند بخورد.

## تاریخچه
بیانیه برلین برای دسترسی آزادانه به دانش‌های علمی و علوم انسانی در سال ۲۰۰۳ بیانیه بزرگی بود که توانست اهداف جنبش را در رابطه با انتشار آکادمیک منعکس کند.

### گفتمان حقوق بشر
بند ۲۷ام از اعلامیه جهانی حقوق بشر از دسترسی به دانش و علم حمایت می‌کند.

## حامیان

### دانش بوم‌شناسی بین‌المللی
دانش بوم‌شناسی بین‌المللی (با نام پیشین سی پی تک) می‌گوید: «دغدغه‌های جنبش دسترسی به دانش دربارهٔ کپی‌رایت و سایر قوانینی است که بر روی دانش تأثیرگذارند و جنبش این‌ها را در درون یک پلتفرم خط مشی و نیاز اجتماعی قابل درک قرار می‌دهد: دستیابی به کالاهای دانش.»

### مصرف‌کنندگان بین‌المللی
گروه‌های مختلفی به A2K اشاره کرده‌اند. مصرف‌کنندگان بین‌المللی در این میان جایگاه برجسته‌ای دارد و در حوزه مشخصی عمل می‌کند و جنبش را به صورت زیر تعریف کرده است:
اصطلاح جامعی برای جنبشی که هدفش ایجاد دسترسی عادلانه‌تر عموم محصولات آموزشی و فرهنگی انسانی است. هدف غایی این جنبش به وجود آوردن جهانی است که همگان در آن به آثار آموزشی و فرهنگی دسترسی داشته باشند و مصرف‌کنندگان و ایجاد کنندگان بتوانند شبیه به هم در یک اکوسیستم پویای نوآوری و خلاقیت مشارکت کنند.